# Río Silver Burn

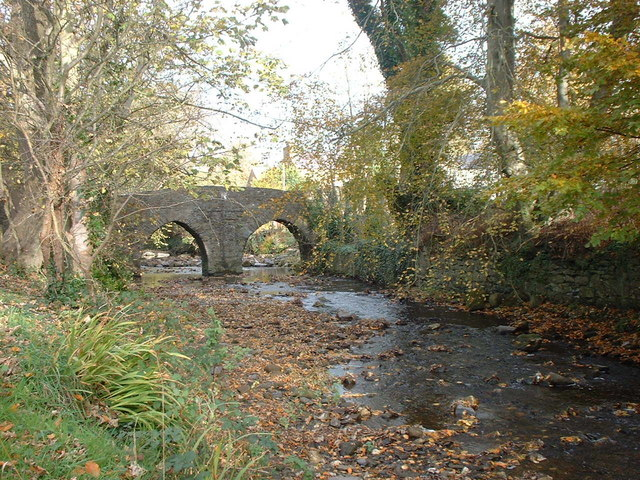
El río Silver Burn atravesando el puente de los monjes, cerca de la Abadía de Rushen

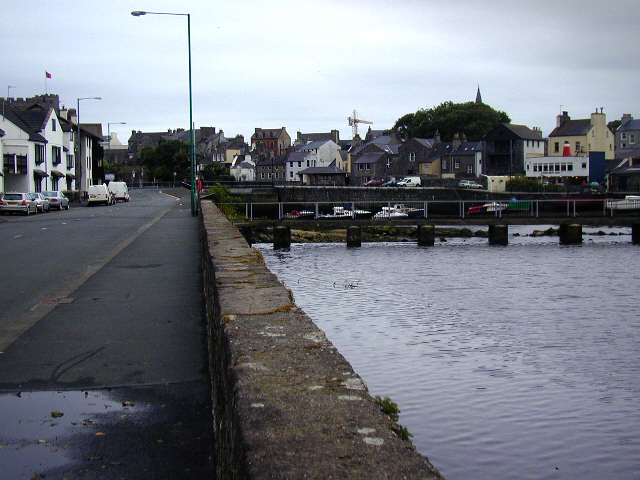
El río Silver Burn cerca del puerto de Castletown

El río Silver Burn, escrito también como Silverburn (en manés: Awin Rosien), es un pequeño río en la isla de Man, de alrededor de ocho kilómetros (o cinco millas), que nace en la colina Barrule del Sur, y fluye hacia el sur.  Atraviesa San Marcos, y en su bajada, fluye a través del puente de los monjes en Ballasalla, y decanta en el mar, a la altura del puerto de Catle Town. Justo sobre Ballasalla, el río atraviesa la cañada de Silverdale, cubierta de muchos árboles, un sitio adquirido por el Manx National Trust, en el año 1966.
Está unido por el Awin Ruy, un pequeño afluente localizado en la orilla izquierda, en la zona norte de Ballasalla. Entre Ballasalla y Castletown, se halla el ferrocarril de la Isla de Man, que corre paralelamente en dirección del río, y atraviesa la parte sureste del sendero del milenio, el cual coincide con el curso del río en esa parte. 